# Hansenium spathulicarpus
Hansenium spathulicarpus är en kräftdjursart som först beskrevs av Brian Frederick Kensley1984.  Hansenium spathulicarpus ingår i släktet Hansenium och familjen Stenetriidae. Inga underarter finns listade i Catalogue of Life.